# JoJo～那血的宿命～
〈JoJo～那血的宿命～〉是日本銅管搖滾樂團Bluff成員富永TOMMY弘明的首張單曲，由藤林聖子作詞，田中公平作曲，大谷幸編曲。該曲為日本漫畫《JoJo的奇妙冒險》改編電視動畫第一季的第一首片頭曲，是該系列第一部作品《幻影血脈》的主題曲。藤林聖子和田中公平都以創作動畫主題曲聞名，他們先前就攜手創作過《One Piece》的首支片頭曲〈We Are!〉。銅管樂團的演奏搭配富永弘明的嗓音，讓整首歌被認為成了帶有旋味的動畫歌曲，且使人回想起早期動畫裡那些受人喜愛的主題曲。該首歌的歌詞與《幻影血脈》劇情環環相扣，《告示牌》的編輯表示他從這首歌中可以感受到故事主角喬納森·喬斯達在對抗迪奧·布蘭度時的激情與野心。
〈JoJo～那血的宿命～〉在排行榜上表現頗佳，在Oricon每週專輯排行榜上的最高名次是14名。在日本百大單曲榜上，它的首週表現是52名，最高名次19名；在日本熱門動畫歌曲榜上的首週暨最高名次是第5名；在日本單曲熱銷榜上的首週暨最高名次為第10名，不過它維持在榜上的時間超過12週。之後Coda（小田和奏）演唱的主題曲〈BLOODY STREAM〉進入排行榜，Oricon榜上的〈JoJo～那血的宿命～〉也在一週之內從原本的65名升到41名。

## 收錄曲目
| 曲序     | 曲目                                   | 时长 |
| -------- | -------------------------------------- | ---- |
| 1.       | JoJo～那血的宿命～（）                 | 4:23 |
| 2.       | JoJo～那血的宿命～（Original Karaoke） | 4:23 |
| 总时长： | 总时长：                               | 8:46 |